# Бавовнопрядіння
Бавовнопряді́ння — виробництво пряжі з бавовни. Найрозвинутіша і найпотужніша галузь механічного прядіння.
У бавовнопрядінні застосовують три системи прядіння:
- гребінну,
- кардну
- апаратну (угарну).

За гребінною системою виробляють пряжу високих (№ № 85—240) і середніх номерів найвищої якості — гладку, міцну, рівномірну з тонковолокнистої і частково середньоволокнистої (не коротше 30 мм) бавовни.
За кардною системою виготовляють основну масу пряжі середніх і низьких номерів (до № 85) звичайної якості з середньоволокнистої бавовни довжиною 27— 35 мм.
За апаратною системою виробляють пушисту пряжу низьких номерів (до № 20) з бавовни низьких сортів і угарів.
Кардна система становить приблизно 70%, гребінна — близько 25%, апаратна — близько 5% від загального обсягу Б.